# Mouz
MOUZ (voorheen Mousesports) is een Duitse e-sportclub uit Hamburg.

## Geschiedenis
Mousesports werd opgericht in 2002 als een Counter-Strike-team. In 2006 was Mousesports een van de grootste e-sportorganisaties binnen Europa, met divisies in Counter-Strike, Warcraft III, Quake 4, Battlefield 1942 en Unreal Tournament.
Op 20 april 2009 werd bekendgemaakt dat de club zich terugtrok van het spel Defense of the Ancients.
Op 29 juli 2010 kwam speler Antonio Daniloski om het leven tijdens een auto-ongeluk. Hij speelde sinds 2007 voor Mousesports.
In maart 2012 kondigde Mousesports aan de Counter-Strike 1.6-divisie te beëindigen, dit vanwege het grotere succes van Dota 2 en League of Legends, maar kwam hier later in dat jaar op terug met een nieuwe opstelling in CS:GO. Vanaf 2013 speelt de Nederlandse Chris de Jong in het team.
Op 2 augustus 2017 werd Christian Garcia vervangen door de Finse Miikka Kemppi. Nog geen week later werd ook Denis Howell vervangen door de Slowaakse Martin Styk.
Eind 2017 stopte de club met Dota 2.
In februari 2019 kwam een nieuwe opstelling voor Rainbow Six Siege. De Nederlandse speler Michiel van Dartel kwam bij de club als coach.
De organisatie maakte in oktober 2021 een rebranding van de naam en het logo bekend.

## Divisies
- Counter-Strike: Global Offensive
- StarCraft II
- TrackMania
- Street Fighter V
- Paladins
- Smite
- League of Legends
- Fortnite
- Unreal Tournament 4
- Tom Clancy's Rainbow Six: Siege
- Rocket League

## Resultaten
Counter-Strike
- 3e - World Cyber Games 2002
- 3e - CPL Europe Cannes 2002
- 5-8e - ESWC 2004
- 1e - CPL Spanje 2005
- 3e - ESWC 2005
- 5e - Intel Summer Championship 2006
- 1e - IEM Season II World Championship 2008
- 4e - ESWC 2008
- 2e - World e-Sports Masters 2008
- 1e - IEM Season IV European Championship 2010
- 5-8e - Copenhagen Games 2011
- 3e - ESWC 2011
- 4e - DreamHack Winter 2011

Counter-Strike: Global Offensive
- 3-4e - DreamHack Winter 2012
- 13-16e - ESL One Keulen 2015
- 7-8e - IEM Season X World Championship 2016
- 9-12e - ESL One Keulen 2016
- 5-8e - DreamHack Masters Las Vegas 2017
- 2e - ECS Season 4 Finale 2017
- 5-8e - ELEAGUE Major: Boston 2018
- 1e - V4 Future Sports Festival 2018
- 5-6e - ESL Pro League Season 7 2018
- 1e - ESL One New York 2018
- 9-11e - StarLadder Major Berlin 2019

CS2
- 3-4e - IEM Rio Major 2022
- 15-16e - BLAST.tv Paris Major 2023 Challengers Stage 2023
- 5-8e - PGL CS2 Major Kopenhagen 2024
- 3-4e - Blast.tv Autin Major 2025
- 2e - IEM Keulen 2025

bron